# Batalla de San Juan de Chorrillos
La batalla de San Juan de Chorrillos va ser la primera de les dues batalles de la campanya de Lima durant la Guerra del Pacífic que enfrontava Perú i Xile. Va tenir lloc el 13 de gener de 1881 i la victòria va ser per a l'exèrcit de Xile comandat pel general Manuel Baquedano a qui s'oposava el dictador del Perú Nicolás de Piérola. Hi participaren un 17.000 homes per part peruana i uns 23.000 per part xilena.
En acabar la batalla la ciutat de Chorrillos va ser cremada fins als fonaments per part de l'exèrcit xilè tractant d'eliminar la guarnició militar que s'hi trobava. Dos dies després l'exèrcit xilè entrà a la capital peruana, Lima, gràcies a la batalla de Miraflores.

## Conseqüències
Els dos bàndols van tenir pèrdues exorbitants. El xilens van perdre 3.107 homes (morts o ferits) equivalents al 13% del contingent, en canvi, els peruans van perdre uns 8.000 homes.